# ミトロファン・ナディン
ミトロファン・アレクサンドロヴィチ・ナディン（Митрофан Александрович Надеин, Mitrofan Alexandrovich Nadein）は、ロシア帝国の陸軍軍人。露土戦争や、日露戦争の旅順攻囲戦に参戦した。

## 経歴
1856年、士官候補生としてポドルスキー歩兵第55連隊に所属、1863年に少尉に任官した。連隊所属のまま露土戦争に参戦。シプカ防衛戦に参加して負傷。その武功が認められて少佐に昇格し、聖ゲオルギー勲章と「勇敢」の金剣が与えられた。
1894年に大佐、1904年に少将に昇進。同時に東シベリア狙撃兵第4師団所属の第2旅団長となり、旅順要塞防衛に参加。5月3日から13日の戦闘に加わり、腕を負傷。同年10月から11月からは東部戦線の指揮を執った。その間、10月22日には中将に昇進している。旅順要塞軍降伏後は捕虜として日本へ送還された。
家族は妻と5人の子供がいた。

## 栄典
- 聖アンナ勲章第3等級：1877年
- 聖ゲオルギー勲章第4等級：1878年2月27日
  - 露土戦争におけるシプカ防衛戦の勇戦による。[1]
- 「勇敢」の金剣：1901年
- 聖ヴラディーミル勲章第4等級：1883年
- 聖スタニスラーフ勲章第2等級：1883年
- 聖アンナ勲章第2等級：1888年
- 聖ヴラディーミル勲章第3等級：1889年
- 聖スタニスラーフ勲章第1等級：1904年10月24日
- 聖ゲオルギー勲章第3等級：1905年1月27日
  - 旅順攻囲戦における日本軍撃退の軍功による。[2]

## 参考
- “Надеин Митрофан Александрович”.   biografija.ru. 2012年5月19日時点のオリジナルよりアーカイブ。11 июля  2008閲覧。

## 注
1. ↑  “Кавалеры Ордена Святого Георгия 4 класса за боевые отличия”. Георгиевская страница. 11 июля  2008閲覧。
2. ↑  “Кавалеры Ордена Святого Георгия 3 класса”. Георгиевская страница. 11 июля  2008閲覧。